# AGS-17

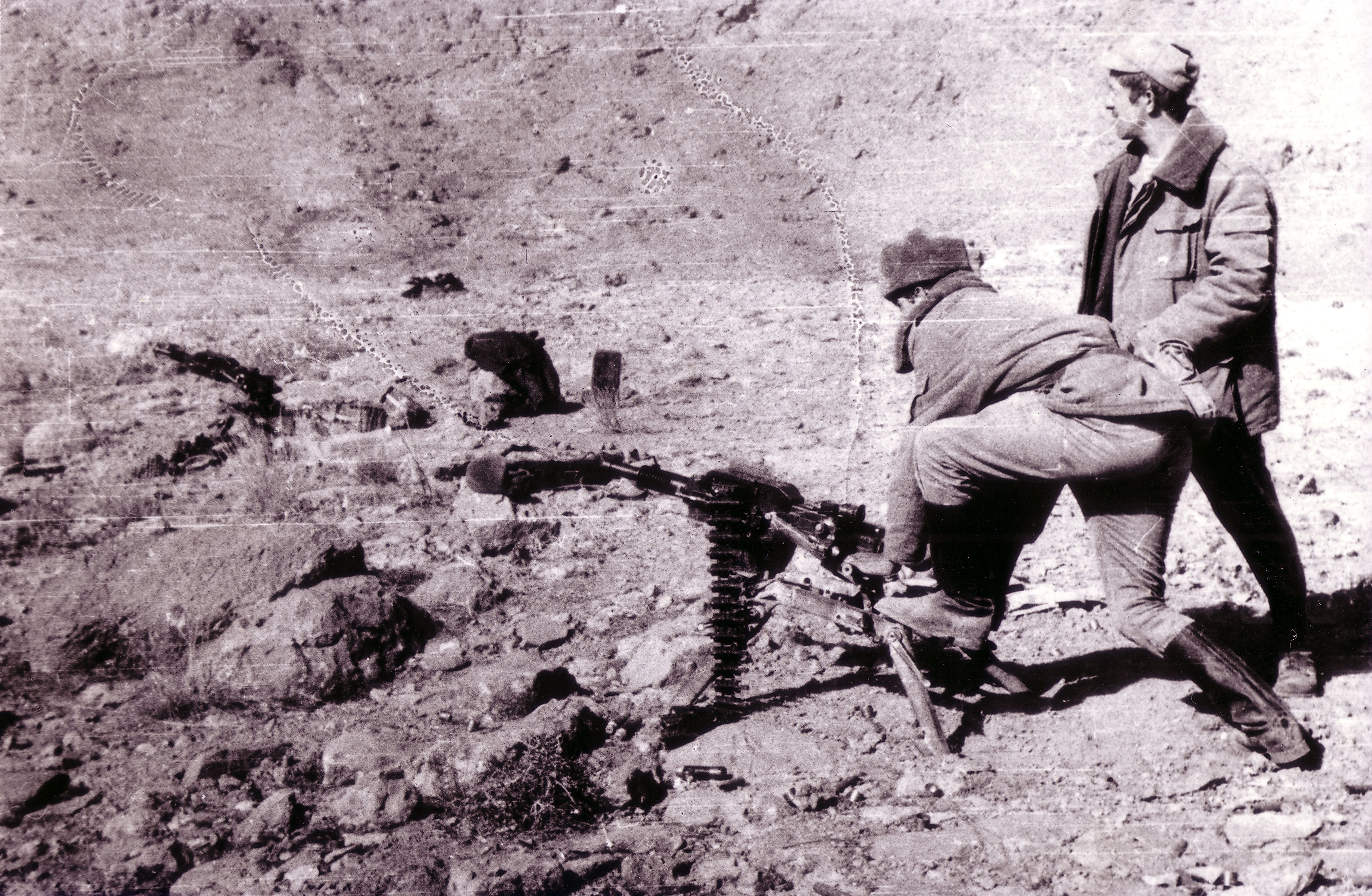
AGS-17 no Afeganistão. 1986

O AGS-17 Plamya (em russo:  Пламя, transl. Chama) é um lança-granada automático de projeto soviético em serviço em todo o mundo.

## Descrição
O AGS-17 é uma arma pesada de apoio à infantaria projetada para operar a partir de um tripé ou montada em uma instalação ou veículo. O AGS-17 dispara granadas de 30 mm em fogo direto ou indireto para fornecer apoio de fogo supressivo e letal contra alvos sem blindagem ou fortificados.
A arma usa um mecanismo de blowback para sustentar a operação. Os tiros são disparados através de um cano estriado removível (para reduzir o estresse do cano).
O tambor de munição de metal padrão contém 29 cartuchos interligados.
O tripé é equipado com equipamento de nivelamento fino para trajetórias indiretas de fogo.

## Desenvolvimento
O desenvolvimento do AGS-17 (Avtomaticheskiy Granatomyot Stankovyi — Lança-Granadas Automático, Montado) começou na URSS em 1965 pelo escritório de projeto OKB-16 (agora conhecido como KB Tochmash), sob a liderança de Alexander F. Kornyakov.
Esta arma leve deveria fornecer à infantaria apoio de fogo de curto e médio alcance contra pessoal inimigo e alvos não blindados, como caminhões, meias-lagartas, jipes e ninhos de metralhadoras protegidos por sacos de areia. Os primeiros protótipos da nova arma foram testados em 1969, com a produção em massa começando em 1971. O AGS-17 foi amplamente operado e apreciado pelas tropas soviéticas no Afeganistão como arma de apoio terrestre ou como arma veicular em montagens improvisadas instaladas em veículos blindados e caminhões.
Uma versão aerotransportada especial do AGS-17, o AG-17A, foi desenvolvida para instalação em helicópteros, incluindo o Mi-24 Hind em cápsulas de arma e o Mil Mi-8 em suportes de porta. Esta arma tinha uma espessa manga de alumínio no cano e usava um suporte especial e um gatilho elétrico controlado remotamente.
Ainda está em uso pelo exército russo como arma de apoio de fogo direto para tropas de infantaria; também é instalado em diversos suportes e torres de veículos, juntamente com metralhadoras, lança-foguetes guiados e equipamentos de mira. Ele está sendo substituído pelo lança-granadas automático AGS-30, que dispara a mesma munição, mas pesa apenas 16 kg descarregado no tripé e possui ação de blowback atualizada.

## Variantes
- AG-17A - versão montada em aeronave controlada remotamente com mecanismo de gatilho elétrico.
- AGS-17D - versão montada em veículo controlada remotamente com mecanismo de gatilho elétrico.

## RGSh-30
A empresa ucraniana Precision Systems desenvolveu uma versão portátil miniaturizada do AGS-17 chamada RGSh-30 "para criar um lança-granadas que pudesse responder às necessidades das unidades ucranianas e forças especiais que operam no Donbass". O RGSh-30 foi projetado para desativar veículos blindados. O RGSh-30 usa carregadores com cinco granadas VOG-17 de 30 mm.
A Precision Systems planeja desenvolver versões usando granadas de 20 mm, 25 mm e 40 mm.

## Munição
O AGS-17 dispara cartuchos 30×29mm. Dois tipos de munição são comumente disparados do AGS-17. A VOG-17M é a versão da munição original de granada de 30 mm, que está atualmente disponível e possui uma ogiva básica de fragmentação de alto explosivo. O VOG-30 é semelhante, mas contém um melhor enchimento explosivo e um projeto de fragmentação aprimorado que aumenta muito o raio efetivo da explosão. A nova granada VOG-30D aprimorada foi colocada em serviço em 2013 para uso com lança-granadas AGS-17 e AGS-30. Ela foi encomendada pelo Ministério da Defesa russo em agosto de 2023. No mesmo mês, as tropas russas que lutavam na Ucrânia começaram a receber granadas VOG-17, modificadas de fábrica para uso por drones comerciais.
A fabricante de armas búlgara Arcus produz granadas de mão AR-ROG baseadas em cartuchos VOG-17 e UZRGM, que também é um fusível de projeto soviético. Granadas improvisadas semelhantes são conhecidas como "khattabkas".
- VOG-17M (alto explosivo)
- IO-30 (alto explosivo)
- IO-30TP (prática)
- VOG-30 (alto explosivo)
- VOG-30D (alto explosivo)
- VUS-30 (fumaça)

## Operadores

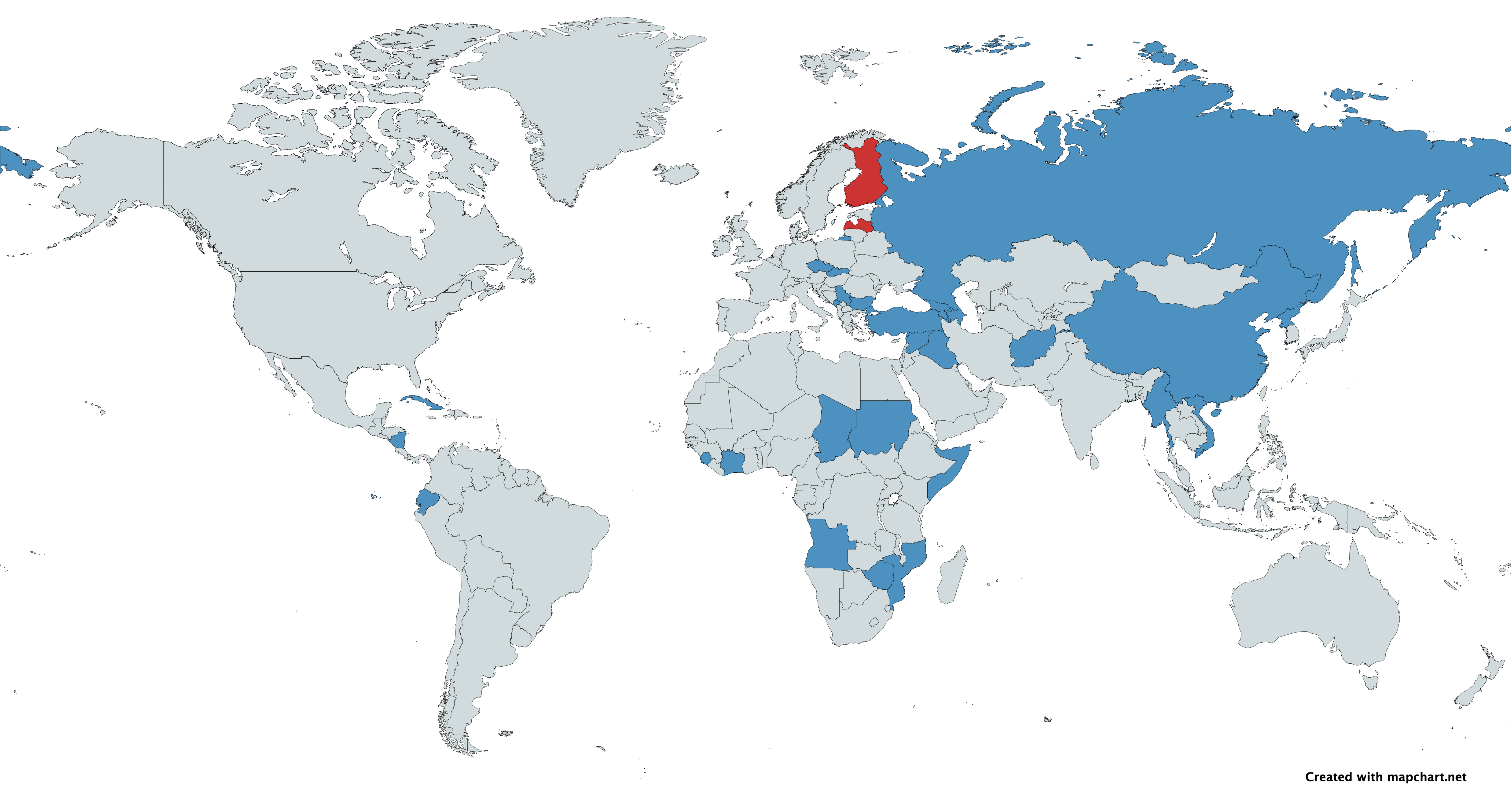
Mapa com operadores do AGS-17 Plamya em azul e ex-operadores em vermelho

### Atuais
- República Islâmica do Afeganistão[24]
- Angola[24][2]
- Armênia – importado
- Azerbaijão[25][26]
- Bulgária – uma versão modernizada, o AGL-30M, produzida localmente pela Arsenal AD[27]
- Chade[24]
- China – produzido pela Norinco com base em exemplos capturados de grupos Mujahidin.[28][24][29]
- Cuba[24]
- República Tcheca
- Equador: Usado durante a Guerra de Cenepa em 1995.[30]
- Geórgia[31]
- Iraque – produzido sob licença[24][29]
- Estado Islâmico[32]
- Costa do Marfim[33]
- Montenegro – designado M93[24]
- Moçambique[24]
- Myanmar[34]
- Nicarágua[24]
- Coreia do Norte[35]
- Rússia[24]
- Sérvia – designado M93[24] Produzido sob licença.[36]
- Serra Leoa[37]
- Eslováquia[38]
- Somália[24]
- Sudão: usado pelas Forças Armadas do Sudão, alguns capturados pelo Movimento Popular de Libertação do Sudão - Setor Norte[4]
- Síria[39]
- Turquia[40]
- Vietnã – Feito sob licença na Fábrica Z125.[41][42] Conhecido pelo nome industrial vietnamita de SPL-17.[43]

### Antigos
- Tchecoslováquia[44]
- Finlândia – designado 30 KrKK AGS-17, substituído pelo HK GMG em 2005[45]
- Letônia – usado nos anos 1990, agora substituído pelo HK GMG[24]
- União Soviética – passado aos estados sucessores